# Sistema 700
Sistema 700 foi um microcomputador fabricado no Brasil pela Prológica entre 1981 e 1985. Baseado no microprocessador Zilog Z80A de 8 bits e 4MHz, apresentava configuração 64KiB de RAM e duas unidades de disco flexível de 5-1/4" com capacidade para até 320KiB de armazenamento. É um clone do computador Intertec Superbrain.
Seu sistema operacional era o DOS-700, uma versão adaptada pelo departamento de engenharia de software da Prológica a partir no CP/M-80.
Alcançou relativo sucesso comercial em aplicações financeiras, banco de dados e engenharia. Devido à compatibilidade com o popular sistema CP/M, diversos aplicativos como Fortran ANS, compilador BASIC, compilador COBOL ANSI 74, Algol, Pascal, PL/I, MUMPS/M, RPG, Faturol C podiam ser usados. Outras aplicações como processadores de texto (WordStar), planilhas eletrônicas (CalcStar) e banco de dados (DataStar e dBase II) também eram compatíveis. Seus aplicativos podiam ser programados em linguagem BASIC, Cobol-80 e Fortran

## Características
- Teclado: profissional com 62 teclas + 18 no teclado reduzido, incorporado ao gabinete
- Display: monitor de fósforo CINZA de 12" incorporado ao gabinete; memória de vídeo de 2KiB e controlada por um Z80A dedicado.
  - 24 X 80 caracteres texto
- Expansão:
  - 1 conector para duas unidades de disquetes externas
  - 1 porta de expansão traseira
- Portas:
  - 1 porta paralela
  - 1 porta serial RS232
- Armazenamento:
  - Drive de disquete. Até duas unidades de 5-1/4 incorporadas ao gabinete. Padrão face simples e dupla densidade (160KiB) ou face dupla e dupla densidade (320KiB).
  - Drive de disquete. Até quatro unidades externas de 8 padrão IBM 3740 com face simples e simples densidade (256KiB) ou face dupla e dupla densidade (1024KiB).
- Som:
  - Alto-falante interno

## Modelos

### Sistema 700 (protótipo?)
Modelo inicial, anunciado em 1981. Foto de um anúncio de revista que mostra um gabinete radicalmente diferente da versão efetivamente lançada no mercado. 

### Sistema 700
Versão final com gabinete de cor grafite e contornos arredondados. 